# جیوگلیانو
شهر  جیوگلیانو  (به ایتالیایی: Giugliano in Campania) با جمعیت ۱۱۲٬۳۴۰ نفر  در ناحیه کامپانیا در کشور ایتالیا واقع شده‌است.